# 张乐声
张乐声（Pierre Zhang），新加坡著名写词人。王力宏<没有眼泪的世界>, 蔡淳佳<旁观者>,＜依恋＞，＜庆幸有你爱我＞，杨丞琳<可爱>，动力火车<珍惜>, 孙楠<曾经爱到>, 张信哲<网>, 何维健<无法归类>和艾菲<非爱不可> 等歌曲的歌词创作人。1999年考取新加坡教育部奖学金来新加坡南洋理工大学攻读本科和硕士文凭. 2003年至今为超过100部新加坡电视剧及台湾电视剧创作过200多首主题曲和插曲．包括<信约：唐山到南洋><信约：动荡的年代><破天网 ><小娘惹><钟楼爱人>等热播剧。同时为海内外歌手量身打造过100多首不同类型的歌曲。在蔡淳佳刚发行的<我是我>专辑中更是一手包办全部8首歌词,从而让专辑的概念性和完整性有了更好地呈现.作品曾九次获得新传媒红星大奖年度最佳主题曲, 并三次获得亚洲电视大奖最佳主题曲.从2006年开始, 积极参与儿童歌曲的创作并于2008年为新加坡传媒学院共同制作了一张寓教于乐的少儿专辑<人小梦大>, 同时也和新加坡新传媒合作, 创作了一系列包括<优优猫>等儿童节目.而最近的儿童音乐剧<小红帽>和<三只山羊>更是深受小朋友们的喜爱.

## 作品

### 部分专辑作品
| 歌曲名称                    | 演唱者              | 收录专辑                                 |
| --------------------------- | ------------------- | ---------------------------------------- |
| 〈没有眼泪的世界〉          | 王力宏              | 收录于专辑《A.I 爱》                     |
| 〈网〉                      | 张信哲              | 电视剧《破天网》主题曲                   |
| 〈I Still Miss You〉        | 邱锋泽              | 《摇滚毕业生》插曲                       |
| 〈岁月如歌〉                | 杨培安              | 收录于专辑《岁月如歌》                   |
| 〈一点一滴〉                | 林倛玉              | PUB短剧《青蛙王子》主题曲                |
| 〈晚风刚好〉                | 向洋                | 收录于专辑《什么都不做的一天》           |
| 〈等〉                      | 向洋                | 电影《女鬼爱上尸》主题曲                 |
| 〈在河边洗衣〉              | 向洋                | 电影《女鬼爱上尸》插曲                   |
| 〈旁观者〉                  | 蔡淳佳              | 收录于专辑《我是我》                     |
| 〈我是我〉                  | 蔡淳佳              | 收录于专辑《我是我》                     |
| 〈生存之道〉                | 蔡淳佳              | 收录于专辑《我是我》                     |
| 〈匹诺曹〉                  | 蔡淳佳              | 收录于专辑《我是我》                     |
| 〈翘翘板〉                  | 蔡淳佳              | 收录于专辑《我是我》                     |
| 〈路标〉                    | 蔡淳佳              | 收录于专辑《我是我》                     |
| 〈迟来的幸福〉              | 蔡淳佳              | 收录于专辑《我是我》                     |
| 〈不为过〉                  | 蔡淳佳              | 收录于专辑《我是我》                     |
| 〈自画像〉                  | 蔡淳佳              | 收录于单曲《自画像》                     |
| 〈依恋〉                    | 蔡淳佳              | 收录于专辑《等一个晴天》内地新歌加精选集 |
| 〈LOVE U〉                  | 蔡淳佳              | 收录于专辑《不透光》                     |
| 〈庆幸有你爱我〉            | 蔡淳佳              | 收录于专辑《庆幸拥有蔡淳佳》             |
| 〈梦在手里〉                | 蔡淳佳              | 收录于专辑《有一天我会》                 |
| 〈可爱〉                    | 杨丞琳              | 收录于专辑《遇上爱》                     |
| 〈曾经爱到〉                | 孙楠                | 收录于专辑《忘不了你》                   |
| 〈没关系〉                  | 曹轩宾              | 收录于单曲《没关系》                     |
| 〈跨Diu贵〉                 | 曹轩宾              | 收录于专辑《KEY》                        |
| 〈越是仇恨 我越是勇敢地爱〉 | 曹轩宾              | 收录于专辑《KEY》                        |
| 〈Hard to let you go〉      | 卓振声              | 单曲《Hard to let you go》               |
| 〈爱情的名字〉              | 卓振声              | 单曲《爱情的名字》                       |
| 〈目瞪口呆〉                | 铃凯                | 收录于专辑《本能》                       |
| 〈十八〉                    | 铃凯                | 收录于专辑《本能》                       |
| 〈非爱不可〉                | 艾菲                | 收录于ＥＰ《菲爱不可》                   |
| 〈Brazuca〉                 | 艾菲                | 收录于PPTV世界杯单曲                     |
| 〈另一种温暖〉              | 石康钧              | 收录于ＥＰ《另一种温暖》                 |
| 〈无法归类〉                | 何维健              | 收录于专辑《D Day》                      |
| 〈碰碰爱〉                  | 何维健              | 收录于专辑《D Day》                      |
| 〈逆时针忘记〉              | 何维健              | 收录于专辑《D Day》                      |
| 〈再给爱一次机会〉          | 何维健              | 收录于专辑《柠檬甜甜的》                 |
| 〈换我爱你〉                | 何维健              | 收录于钟楼爱人原声带                     |
| 〈珍惜〉                    | 动力火车            | 收录于专辑《光》                         |
| 〈爱在身旁〉                | 动力火车            | 电视剧《我爱我家》主题曲                 |
| 〈原来爱〉                  | 姚俊羽              | 收录于专辑《原来爱》                     |
| 〈转身微笑〉                | 郑可为              | 收录于专辑《转身微笑》                   |
| 〈Y.O.L.O〉                 | 罗美仪              | 收录于专辑《罗美仪同名专辑》             |
| 〈成人礼〉                  | 罗美仪              | 收录于专辑《罗美仪同名专辑》             |
| 〈瞎眼的得看见〉            | 李炆                | 收录于专辑《瞎眼的得看见》               |
| 〈泡沫〉                    | 李炆                | 收录于专辑《瞎眼的得看见》               |
| 〈我的答铃〉                | 郭美美              | 收录于专辑《我的答铃》                   |
| 〈幸福接力赛〉              | 郭美美              | 收录于专辑《我的答铃》                   |
| 〈普通的人〉                | 陈伟联              | 收录于专辑《i 伟联》                     |
| 〈不需理由〉                | 陈世维              | 收录于专辑《不需理由》                   |
| 〈淡淡〉                    | 陈世维              | 收录于专辑《不需理由》                   |
| 〈斗神〉                    | 陈世维              | 收录于专辑《不需理由》                   |
| 〈还能拥抱〉                | 潘嘉丽              | 收录于钟楼爱人原声带                     |
| 〈唯一的理由〉              | 潘嘉丽，周定纬      | 单曲                                     |
| 〈心跳〉                    | 潘嘉丽，Christopher | 单曲                                     |
| 〈December〉                | 潘嘉丽              | 收录于专辑《Love me, Kelly》             |
| 〈适应〉                    | 迷路兵              | 收录于专辑《迷路兵同名专辑》             |
| 〈So Sad〉                  | 迷路兵              | 收录于专辑《迷路兵同名专辑》             |
| 〈迷惘〉                    | 陶莉萍              | 收录于专辑《异想陶花园》                 |
| 〈女人味〉                  | 陶莉萍              | 收录于专辑《异想陶花园》                 |
| 〈习惯〉                    | 陶莉萍              | 收录于专辑《异想陶花园》                 |
| 〈怎样〉                    | 陶莉萍              | 收录于专辑《异想陶花园》                 |
| 〈让你走〉                  | 陶莉萍              | 收录于专辑《异想陶花园》                 |
| 〈三个人的拔河〉            | 陶莉萍              | 收录于专辑《爱，Do》                     |
| 〈借我一秒〉                | 陶莉萍              | 收录于专辑《爱，Do》                     |
| 〈VIP〉                     | 陶莉萍              | 收录于专辑《爱，Do》                     |
| 〈So What〉                 | 王建复              | 收录于专辑《梦途》                       |
| 〈让世界忘了睡〉            | 王建复              | 收录于专辑《梦途》                       |
| 〈Here We Go〉              | Micappella          | 收录于专辑《Here We Go》                 |
| 〈算了吧〉                  | Micappella          | 收录于专辑《Here We Go》                 |
| 〈饥饿游戏〉                | Micappella          | 收录于专辑《Reloaded》                   |
| 〈废物〉                    | Micappella          | 收录于专辑《Reloaded》                   |
| 〈微光〉                    | 沈志豪              | 收录于专辑《情人》                       |
| 〈剧欣卉集〉                | 石欣卉              | 《剧欣卉集》完整电视剧主题曲插曲专辑     |

### 部分电影歌词作品
| 电影标题       | 作品         |
| -------------- | ------------ |
| 《绝世情歌》   | 主题曲/插曲  |
| 《女鬼爱上尸》 | 主题曲/插曲  |
| 《人人有份》   | 主题曲       |
| 《三月烟花》   | 主题曲       |
| 《再见巨人》   | 主题曲／插曲 |

### 部分音乐剧歌词作品
| 电影标题             | 作品     |
| -------------------- | -------- |
| 《小小森林》         | 全部歌曲 |
| 《金发女孩和三只熊》 | 全部歌曲 |
| 《三只山羊》         | 全部歌曲 |
| 《小红帽》           | 全部歌曲 |

### 部分电视剧歌词作品
| 电视剧标题           | 作品        |
| -------------------- | ----------- |
| 《那一年的除夕夜》   | 主题曲/插曲 |
| 《遇见你，真香》     | 主题曲/插曲 |
| 《只此一家》         | 主题曲      |
| 《Shero》            | 主题曲      |
| 《我的女侠罗明依》   | 主题曲/插曲 |
| 《过江新娘》         | 主题曲/插曲 |
| 《制胜追击》         | 主题曲      |
| 《不平凡的平凡》     | 插曲        |
| 《入侵者》           | 插曲        |
| 《爱不迟疑》         | 主题曲/插曲 |
| 《卫国先锋》1&2      | 主题曲/插曲 |
| 《第一主角》         | 主题曲/插曲 |
| 《警徽天职4》        | 主题曲      |
| 《你也可以是天使2》  | 主题曲/插曲 |
| 《绝世好工》         | 主题曲/插曲 |
| 《十年...你还好吗》  | 主题曲/插曲 |
| 《富贵平安》         | 主题曲/插曲 |
| 《信约：唐山到南洋》 | 主题曲/插曲 |
| 《信约：动荡的年代》 | 主题曲/插曲 |
| 《花样人间》         | 主题曲/插曲 |
| 《你也可以是天使》   | 主题曲/插曲 |
| 《118》              | 主题曲/插曲 |
| 《虎妈来了》         | 主题曲      |
| 《人生无所畏》       | 主题曲/插曲 |
| 《手牵手》           | 主题曲      |
| 《破天网》           | 主题曲/插曲 |
| 《四个门牌一个梦》   | 主题曲/插曲 |
| 《糊里糊涂爱上你》   | 主题曲/插曲 |
| 《小娘惹》           | 插曲        |
| 《星洲之夜》         | 插曲        |
| 《阿娣》             | 插曲        |
| 《泳闯琴关》         | 主题曲/插曲 |
| 《幸福双人床》       | 主题曲/插曲 |
| 《黄金路》           | 主题曲/插曲 |
| 《最高点》           | 主题曲/插曲 |
| 《一房半厅一水缸》   | 主题曲/插曲 |
| 《天。使我爱你》     | 主题曲/插曲 |
| 《舞出彩虹》         | 主题曲/插曲 |
| 《萤火虫的梦》       | 主题曲/插曲 |
| 《真心蜜语》         | 主题曲/插曲 |
| 《我爱我家》         | 主题曲/插曲 |
| 《喜临门》1&2        | 主题曲/插曲 |
| 《我的野蛮亲家》     | 主题曲/插曲 |
| 《情来运转》         | 主题曲/插曲 |
| 《三十风雨路》       | 主题曲/插曲 |
| 《辣兄辣妹》         | 主题曲/插曲 |
| 《赤子乘龙》         | 主题曲/插曲 |
| 《1/2缘分》          | 主题曲      |
| 《镜中人》           | 主题曲      |
| 《同心圆》1&2        | 主题曲/插曲 |
| 《法医X 档案》       | 主题曲/插曲 |
| 《让爱自邮》         | 主题曲/插曲 |
| 《福禄寿三星报喜》   | 主题曲/插曲 |
| 《法庭俏佳人》       | 主题曲/插曲 |
| 《海的儿子》         | 主题曲/插曲 |
| 《大男人小男人》     | 主题曲      |
| 《Life story》       | 主题曲/插曲 |
| 《法庭俏佳人》       | 主题曲/插曲 |
| 《夜光神杯》         | 主题曲      |
| 《钻石情缘》         | 主题曲      |
| 《欢乐满屋》         | 主题曲/插曲 |
| 《百万宝》           | 主题曲/插曲 |
| 《天堂鸟》           | 主题曲/插曲 |

### 演唱
| 剧名或专辑名           | 作品                                        |
| ---------------------- | ------------------------------------------- |
| 《不平凡的平凡》       | 插曲 （〈微笑向暖〉）                       |
| 《你也可以是天使2》    | 插曲 （〈我们都没错〉）                     |
| 《绝世好工》           | 插曲 （〈从彼此的世界路过〉）               |
| 《手牵手》             | 插曲 （〈只想和你在一起〉）                 |
| 《喜临门》             | 插曲 （〈让爱作主〉〈回家〉）               |
| 《真心蜜语》           | 主题曲 （〈体会〉）                         |
| 《情来运转》           | 主题曲 （〈我还爱着你〉）                   |
| 《同心圆》             | 主题曲/插曲 （〈同心圆〉〈话题〉）          |
| 《喜事年年》           | 主题曲/插曲（〈转不过的弯〉〈只能做朋友〉） |
| 《大男人小男人》       | 主题曲（〈我是谁〉）                        |
| 《法庭俏佳人》         | 〈法庭俏佳人〉                              |
| 《新谣节纪念合辑2003》 | 〈出走的猫〉                                |
| 《新谣节纪念合辑2005》 | 〈撕裂〉                                    |

## 奖项
| 年份 | 奖项                                                                       |
| ---- | -------------------------------------------------------------------------- |
| 2022 | 纽约电视电影节最佳主题曲 〈温习〉- 电视剧《过江新娘》主题曲                |
| 2022 | 红星大奖 “最佳主题曲” 〈温习〉- 电视剧《过江新娘》主题曲                   |
| 2021 | 红星大奖 “最佳主题曲” 〈乱〉- 电视剧《我的女侠罗明依》主题曲               |
| 2018 | 红星大奖 “最佳主题曲” 〈以刚克刚〉- 电视剧《卫国先锋》主题曲               |
| 2017 | 红星大奖 “最佳主题曲” 〈最美的时光〉- 电视剧《十年..你还好吗》主题曲       |
| 2015 | 第20届亚洲电视大奖最佳主题曲奖 〈信．约〉-电视剧《信约：动荡的年代》主题曲 |
| 2015 | 红星大奖 “最佳主题曲” 〈信．约〉- 电视剧《信约：动荡的年代》主题曲         |
| 2014 | 第19届亚洲电视大奖最佳主题曲奖 〈家乡〉- 电视剧《信约：唐山到南洋》主题曲  |
| 2013 | 第18届亚洲电视大奖最佳主题曲高度推荐奖 〈呼吸〉- 电视剧《X元素》主题曲     |
| 2013 | 红星大奖 “最佳主题曲” 〈珍惜〉- 电视剧《花样人间》主题曲                   |
| 2011 | 红星大奖 “最佳主题曲” 〈网〉- 电视剧《破天网》主题曲                       |
| 2007 | 红星大奖 “最佳主题曲” 〈跟着我一起〉- 电视剧《宝家卫国》主题曲             |
| 2004 | 红星大奖 “最佳主题曲” 〈爱在身旁〉- 电视剧《我爱我家》主题曲               |